# Wheatley (cràter)
Wheatley és un cràter d'impacte en el planeta Venus de 74,8 km de diàmetre. Porta el nom de Phillis Wheatley (1753-1784), primera escriptora afroamericana estatunidenca, i el seu nom va ser aprovat per la Unió Astronòmica Internacional el 1994.